# خوزي (مهر)
خوزي هي مدينة في مقاطعة مهر، إيران. عدد سكان هذه المدينة هو 3,245 في سنة 2016.